# 島の女 (1920年の映画)
『島の女』（しまのおんな）は、1920年の日本映画。松竹映画第1号として知られる。『島の娘』とする資料もある。

## 概要
劇作家山崎紫紅の原作を木村錦花が脚本にして作られ、松竹蒲田撮影所で作られた作品第1作となった。3巻ものとよばれる30分程度の作品だった。企画の木村錦花、撮影・ヘンリー・小谷の共同演出といわれるが、『松竹七十年史』には「大谷竹次郎社長が、何でもいいからアメリカ流に一本作るよう、ヘンリー小谷にいいつけた。ヘンリーはカメラマンだが、編集のことも演出のことも、本場仕込みだから出来ないことはない。房州富浦の海岸へロケーションして、松の枝にカメラをしばりつけた俯瞰撮影などをやりながら、短いメロドラマを一本とりあげた。それが、世に出た松竹キネマ創立披露第一回作品となった」「大正九年十一月一日、ヘンリー小谷の作った『島の女』が、山田耕筰指揮の大交響楽団の演奏とともに、歌舞伎座に公開された」と書かれており、ヘンリー・小谷が映画先進国・アメリカ帰りのカメラマンの威勢を買って、実質的にはヘンリー・小谷の単独演出とみられる。
原作は熱海海岸が舞台であるが、資産家の川名正吉郎の協力により、前述のように千葉県の富津海岸でロケを行い、また大谷社長が陣頭指揮にあたり、ヘンリー・小谷の仕事も早く2日間、あるいは3日間で撮り終えたといわれる。
1920年（大正9年）11月1日、『島の女』は、山田耕筰指揮の40数名からなる交響楽団の演奏とともに、歌舞伎座にて公開された。併映は、ヘンリー小谷がアメリカから来日の時持参して来た実写フィルム『羅府の鰐魚図』で「松竹キネマ特派員米国土産、ヘンリー小谷撮影の実写」とあった。『島の女』の評価であるが、『シネマがやってきた!―日本映画事始め』という文献には「歌舞伎座は大入りで大成功、日本映画は現像、焼き付けのムラで画調が揃わず、暗くなったり、煽ったり、縦傷が幾筋現れても当たり前だったのが、外国映画のようにきれいで、海がよく映り、俳優の表情がとても細部まで描かれていた」「人物のアップに観客の笑い声が起こった一方で、日本映画でもこんなに艶のある美しい画調の映画が作れるのだという期待で、ヘンリー・小谷の撮った画面が眩しく映った。それはまさに技術面での日本映画の革新であった」などと書かれているが、『人物・松竹映画史 蒲田の時代』では「公開はしたものの、観客の失笑をかうほどの失敗作であった。急いでつくったから、やたらとカットバックが多く、さすがのヘンリー・小谷の編集もうまくいかないうえに、画像が不鮮明で、何かうごめいているだけで、人物の顔など見えないカットがいくつもあった」などと書かれている。『島の女』は歌舞伎座での特別上映のみのため、一般に出まわった実質的な第1回作品は、次のヘンリー・小谷監督、伊藤大輔脚本の『新生』が最初のものとなる。

## ストーリー
村に住む若者・宗次と、海の向こうの小島に住む・お良は親密な関係にある。宗次は松の木陰で火を焚くのをお良が島から村へ渡ってくる合図とした。しかし、大嵐の夜それに嫉妬した村の女が火を焚く。それを見たお良は海を泳いで渡ろうとするが、溺死してしまう。宗次はそれを知り、村の女を殺し、自らも自殺する。

## 登場人物
- 村の若者・宗次 - 中村鶴蔵
- 島の娘・お良 - 川田芳子